# Dzharkenit
Dzharkenit ist ein sehr selten vorkommendes Mineral aus der Mineralklasse der „Sulfide und Sulfosalze“ mit der chemischen Zusammensetzung FeSe2 und damit chemisch gesehen Eisendiselenid.
Dzharkenit kristallisiert im kubischen Kristallsystem und entwickelt oktaedrische Kristalle von meist zwischen 10 und 100 μm bis etwa 0,5 mm Größe. Das Mineral ist in jeder Form undurchsichtig (opak) und zeigt auf den Oberflächen der schwarzen, im Auflicht auch hellorangen Kristalle einen diamantähnlichen bis metallischen Glanz. Auch die Strichfarbe des Minerals ist schwarz.
Seine Mohshärte von 5 entspricht der des Referenzminerals Apatit und wäre damit bei entsprechender Größe mit einem Taschenmesser noch ritzbar.

## Etymologie und Geschichte
Erstmals entdeckt wurde Dzharkenit in der Uran-Selen-Lagerstätte Suluchekinskoye an der Dzharkenskaya-Depression am Ili in der kasachischen Provinz Almaty. Die Erstbeschreibung erfolgte 1995 durch Y. V. Yashunsky, E. G. Ryabeva, M. V. Abramov und S. D. Rasulova zunächst im russischen Fachmagazin Zapiski Vserossijskogo Mineralogicheskogo Obshchestva und ein Jahr später in Englisch im Fachmagazin American Mineralogist. Benannt wurde das Mineral nach seiner Typlokalität.
Das Typmaterial des Minerals wird im Mineralogischen Museum der Russischen Akademie der Wissenschaften in Moskau unter der Katalog-Nr. 84060 aufbewahrt.

## Klassifikation
Da der Dzharkenit erst 1993 als eigenständiges Mineral anerkannt wurde, ist er in der seit 1977 veralteten 8. Auflage der Mineralsystematik nach Strunz noch nicht verzeichnet. Einzig im Lapis-Mineralienverzeichnis nach Stefan Weiß, das sich aus Rücksicht auf private Sammler und institutionelle Sammlungen noch nach dieser alten Form der Systematik von Karl Hugo Strunz richtet, erhielt das Mineral die System- und Mineral-Nr. II/D.17-65. In der „Lapis-Systematik“ entspricht dies der Klasse der „Sulfide und Sulfosalze“ und dort der Abteilung „Sulfide mit (dem Stoffmengenverhältnis) Metall : S,Se,Te < 1 : 1“, wo Dzharkenit zusammen mit Aurostibit, Fukuchilit, Villamanínit, Cattierit, Changchengit, Erlichmanit, Geversit, Hauerit, Insizwait, Kruťait, Laurit, Maslovit, Mayingit, Michenerit, Padmait, Penroseit, Pyrit, Sperrylith, Testibiopalladit, Trogtalit und Vaesit die „Pyrit-Gruppe“ bildet (Stand 2018).
Die seit 2001 gültige und von der International Mineralogical Association (IMA) bis 2009 aktualisierte 9. Auflage der Strunz’schen Mineralsystematik ordnet den Dzharkenit dagegen in die Abteilung der „Metallsulfide mit M : S ≤ 1 : 2“ ein. Diese ist weiter unterteilt nach dem genauen Stoffmengenverhältnis und den in der Verbindung vorherrschenden Metallen, so dass das Mineral entsprechend seiner Zusammensetzung in der Unterabteilung „M : S = 1 : 2, mit Fe, Co, Ni, PGE usw.“ zu finden ist, wo es zusammen mit Aurostibit, Cattierit, Erlichmanit, Fukuchilit, Gaotaiit, Geversit, Hauerit, Insizwait, Iridisit, Kruťait, Laurit, Penroseit, Pyrit, Sperrylith, Trogtalit, Vaesit und Villamanínit die „Pyritgruppe“ mit der System-Nr. 2.EB.05a bildet.
Auch die vorwiegend im englischen Sprachraum gebräuchliche Systematik der Minerale nach Dana ordnet den Dzharkenit in die Klasse der „Sulfide und Sulfosalze“ und dort in die Abteilung der „Sulfidminerale“ ein. Hier ist er ebenfalls in der „Pyritgruppe (Isometrisch: Pa3)“ mit der System-Nr. 02.12.01 innerhalb der Unterabteilung „Sulfide – einschließlich Seleniden und Telluriden – mit der Zusammensetzung AmBnXp, mit (m+n) : p = 1 : 2“ zu finden.

## Chemismus
Die idealisierte (theoretische) Zusammensetzung von Dzharkenit (FeSe2) besteht aus 26,13 % Eisen (Fe) und 73,87 % Selen (Se). Bei der Analyse des Typmaterials aus Kasachstan konnten allerdings zusätzlich sehr geringe Gehalte von 0,45 % Kupfer (Cu) und 0,01 % Cobalt (Co) ermittelt werden.

## Kristallstruktur
Dzharkenit kristallisiert kubisch in der Raumgruppe Pa3 (Raumgruppen-Nr. 205) mit dem Gitterparametern a = 5,78 Å sowie vier Formeleinheiten pro Elementarzelle.

## Modifikationen und Varietäten
Die Verbindung FeSe2 ist dimorph und kommt in der Natur neben dem kubischen Dzharkenit noch als orthorhombisch kristallisierender Ferroselit vor.

## Bildung und Fundorte
An seiner Typlokalität fand sich Dzharkenit zusammen mit Goethit und Ferroselit in den Selenerzen und Quarzsanden der U-Se-Lagerstätte Suluchekinskoye in der kasachischen Provinz Almaty. Diese Lagerstätte ist auch der bisher einzige bekannte Fundort in Kasachstan.
Weitere bisher bekannte Fundorte sind der Uranschacht 16 in der Gemeinde Háje u Příbramě im tschechischen Okres Příbram, die Kupfer-Lagerstätte Zapadno-Ozernoye im Rajon Utschalinski in der Republik Baschkortostan und die Kohle-Lagerstätte Briketno-Zheltukhinskoe in der Oblast Rjasan in Russland sowie die Smoky Canyon Mine mit phosphathaltigen Gesteinen im Bergbaurevier Crow Creek im Caribou County von Idaho und die ehemalige Urangrube Cactus Rat Mine im Bergbaurevier Thompson im Grand County von Utah in den Vereinigten Staaten.